# Grand Hotel Praha v Jičíně
Grand Hotel Praha v Jičíně je ubytovací zařízení v secesní budově v Jičíně.

## Dějiny hotelu

### Počátky stavby
Roku 1895 se známý český architekt, pan Antonín Holeček (* 5. ledna 1850 ve Vršovicích v Praze), poprvé zmínil o stavbě okrasné nárožní budovy s věží. Návrh budovy umístil na svůj pozemek 858/7 v místě zvaném "U Sokolovny" v Jičíně. Obtížná komunikace a dohady s tehdejší C.K. slavnou městskou radou zdržovaly pana architekta od zahájení stavby více než 10 let. Teprve roku 1906 mohla započít stavba hotelu - v 
té době pojmenovaného jako Hotel Paříž. Roku 1909 pan architekt Holeček navrhl nové plány fasády ve stylu francouzského baroka, kde 
nahradil vysoké štíty a věž, které do budoucna považoval za nebezpečné svému okolí. Tyto plány předložil jičínskému stavebnímu výboru.
Společně s fasádou změnil i název hotelu, a to na vlastenecky znějící Grand Hotel Praha. Dne 23. srpna roku 1910 hotel prošel kolaudací a stal se nejmodernějším hotelem na celém severovýchodě Čech. Hotel prvního řádu měl v té době 35 pokojů, udržovaných ve vzorné čistotě, moderní ústřední topení, vlastní lázně, plynové osvětlení, moderní garáže a vlastní číslo telefonu 38. Svojí secesní výstavností byl obdivován celou tehdejší českou společností.

### Hotel před první světovou válkou
Prvním provozovatelem hotelu byl hoteliér z Mladé Boleslavi, pan Alois Liška. Pro hotel pořídil kočár se spřežením, dvanáctimístný omnibus tažený koňmi, určený pro dopravu hostů z jičínského vlakového nádraží, ale i například na výlety do Prachovských skal. Hotel měl k dispozici i osobní automobil značky Laurin a Klement. V hotelové pivnici se již tehdy čepovalo plzeňské pivo.

### Za první světové války
Roku 1912 zemřel architekt Holeček na mozkovou mrtvici a dědicem Grand Hotelu Praha se stal jeho nejstarší syn František (* 3. prosince 1884). Tím zároveň převzal otcovu firmu. Hotel provozoval a pronajímal až do konce první světové války. Dne 30. srpna 1918, kdy inflace dosahovala svého vrcholu, prodal František Holeček vrcholné otcovo dílo Grand Hotel Praha za 150 000 zlatých tehdejšímu nájemci Emanuelovi Ludvíku Pavikovskému. Ludvík Pavikovský a slečna Marta Bergrová zároveň koupili vedlejší nemovitost (Fügnerova 209) a následně obě stavby propojili.

### Období první republiky a druhá světová válka
Dne 22. dubna 1920 se slečna Marta za pana Pavikovského, o 30 let staršího podnikatele z Berouna, provdala a společně vychovávali dvě neteře slečny Bergrové, jelikož ta byla bezdětná zatímco její sestra měla 9 dětí. Pan Pavikovský zemřel roku 1925. Marta Pavikovská se zanedlouho podruhé provdala, tentokrát za blízkého rodinného přítele Eduarda Maye, který byl sládkem ve Šlikově pivovaru ve Vokšicích. Pan May se 13. února 1925 stal vlastníkem hotelu. Po jeho smrti se paní Mayová v pokročilém věku odstěhovala do Prahy, kde o ní pečuje její nevlastní dcera. Hotel pronajala panu hoteliérovi Procházkovi, který ho udržuje ve vzorném pořádku i v náročných letech protektorátu a války. Paní Mayová tou dobou ustavila svou oblíbenou vnučku Martu dědičkou hotelu.

### Léta socialismu
Dne 3. května 1950 byl hotel původním majitelům Mayovým, dle vyhlášky ministerstva vnitra, znárodněn. 21. prosince 1959 se do budovy nastěhoval podnik státního obchodu Restaurace a jídelny a tím začala i totální devastace hotelu. Zmizely secesní prvky, rozkradl se nábytek a původní vybavení. Do hotelových interiérů se zabudovaly dveře ze sololitu, z pokojů pro hotelové hosty vznikaly kanceláře. Na překrásné secesní dlaždice se do asfaltu položila linolea. Půvab proslulého historického hotelu tím zcela zanikl.

### 1993 až současnost
Po restitucích roku 1991 prodala Marta Fuchsová 5. listopadu 1993 hotel České spořitelně, která ho však nechala dále chátrat. Spořitelna hotel roku 2001 prodala spol. s.r.o. Pod Zvičinou, která ho 3. února 2006 prodala firmě CF INVEST spol.s.r.o. Po 5 letech náročné rekonstrukce (chátrající dům, s padajícím zdivem i omítkou ohrožoval kolemjdoucí) stavební firmou pana Františka Gabriela se podařilo z ruiny vzkřísit slávu a krásu Grand Hotelu Praha s maximálním zachováním původních historických prvků.

## Slavné osobnosti v hotelu
Jičín i jeho okolí je známou turistickou lokalitou a mnoho návštěvníků jak v minulosti tak současnosti volilo ubytování právě v Grand Hotelu Praha, jenž je právem považován za důstojnou výkladní skříň města. V 30. letech byl oblíbeným cílem celebrit z barrandovských ateliérů. Plnými doušky si zde užívala pobyt Adina Mandlová, Hugo Haas, Vlasta Burian, husí paštiku připravoval hotelový personál herečce Lídě Baarové. V raných poválečných letech v hotelu bydlel československý prezident Dr. Edvard Beneš. Slavný motocyklový závodník František Šťastný byl v hotelu ubytovaný při závodech, tehdy se konajících v okolí města. Stejně tak v dnešní době jsou osobnosti politického, kulturního i sportovního významu častými hosty hotelu, při nejrůznějších akcích konajících se v Jičíně.